# 凱爾山
77°30′S 169°2′E / 77.500°S 169.033°E
凱爾山（英語：Kyle Hills）是南極洲的山峰，位於羅斯島東部，處於克羅澤角和特羅爾山之間，最高點是海拔高度約2,600米的麥金托什山，以地球化學教授命名。